# Heliotropium nashii
Heliotropium nashii är en strävbladig växtart som beskrevs av Charles Frederick Millspaugh. Heliotropium nashii ingår i Heliotropsläktet som ingår i familjen strävbladiga växter. Inga underarter finns listade i Catalogue of Life.